# Marie-Éléonore de Clèves
Marie-Éléonore de Clèves, née le 16 juin 1550 à Clèves et morte le 1er juin 1608 à Königsberg, est la fille aînée du duc Guillaume de Clèves et de son épouse Marie d'Autriche. La transmission du duché de Clèves est sa grande préoccupation. Il échoit à une de ses filles et, par son entremise, à la maison de Hohenzollern.

## Biographie
Elle épouse en 1573 le duc de Prusse Albert-Frédéric. Sept enfants naissent de leur union entre 1576 et 1586, mais les garçons meurent tous en bas âge.
En 1591-1592, Marie-Éléonore se rend avec deux de ses filles à Juliers pour enregistrer leurs revendications sur l'héritage de Clèves. En effet, son frère, le duc Jean-Guillaume, n'a pas d'enfants. Même après son deuxième mariage, en 1599, il reste sans héritiers. Marie-Éléonore s'emploie également à trouver pour ses filles des alliances intéressantes, qui se concrétisent de 1594 à 1607 avec la maison de Hohenzollern et la maison de Saxe-Wettin.
En 1609, à la mort de son frère, c'est bien la fille aînée de Marie-Éléonore, Anne, qui hérite du duché de Clèves. Elle est mariée depuis 1594 à l'électeur de Brandebourg Jean-Sigismond. Le duché de Clèves est ainsi rattaché à la principauté de Brandebourg-Prusse qui devient en 1701 le royaume de Prusse. La politique d'alliances matrimoniales voulue par Marie-Éléonore et par les Hohenzollern joue un rôle déterminant dans la constitution d'un nouveau territoire, le futur état prussien, qui va se détacher du Saint-Empire romain germanique et modifier progressivement les équilibres européens,.
Son mari Albert-Frédéric meurt le 27 juin 1618, atteint d'une aliénation mentale, et sans héritier masculin lui non plus.

## Mariage et descendance
Marie-Éléonore de Clèves épouse le duc Albert-Frédéric de Prusse le 14 octobre 1573. Ils ont sept enfants :
- Anne de Prusse (3 juillet 1576 – 30 août 1625), épouse en 1594 le futur électeur de Brandebourg Jean-Sigismond ;
- Marie de Prusse (1579 – 11 février 1649), épouse en 1604 le margrave de Brandebourg-Bayreuth Christian ;
- Albert (né et mort en 1580) ;
- Sophie de Prusse (1582-1610), épouse en 1609 le duc de Courlande Guillaume Kettler ;
- Éléonore de Prusse (21 août 1583 – 9 avril 1607), épouse en 1603 l'électeur de Brandebourg Joachim-Frédéric ;
- Guillaume (1585 – 1586) ;
- Madeleine-Sibylle de Prusse (31 décembre 1586 – 12 février 1659), épouse en 1607 le futur électeur Jean-Georges Ier de Saxe.